# Así es la vida (película de 1977)
Así es la vida es una película argentina filmada en Eastmancolor dirigida por Enrique Carreras según el guion de Norberto Aroldi sobre la obra teatral homónima de Arnaldo Malfatti y Nicolás de las Llanderas que se estrenó el 19 de mayo de 1977 y que tuvo como actores principales a Luis Sandrini, Susana Campos, Gabriela Gilli, Darío Vittori, Ángel Magaña y Adolfo García Grau.
Arnaldo Malfatti ( Buenos Aires, Argentina, 1893 – ídem. 1968 ), cuyo nombre completo era Arnaldo Mario Germán Malfatti fue un dramaturgo y guionista de cine. Escribió numerosas piezas de teatro, con Juan F. Ferlini, Federico Mertens, Alberto Ballesteros y Antonio Botta. Hacia la década de 1930 comienza a escribir con Nicolás de las Llanderas. 

## Sinopsis
La historia de una familia porteña a lo largo de tres décadas.

## Reparto
- Luis Sandrini …Ernesto Salazar
- Susana Campos …Eloísa Castañares
- Gabriela Gilli …Felicia Salazar
- Darío Víttori …Liberti
- Ángel Magaña …Alberto Castañares
- Adolfo García Grau …Barreiro
- Mariángeles …Adela
- Adriana Parets …Felipa
- José Luis Mazza …Eduardo
- Sandra Sandrini …Tota
- Claudia Cárpena …Margarita
- Carlos Muñoz …Maestro
- Carlos Luzietti
- Rey Charol …Policía Rosendo
- Virginia Ameztoy
- Jorge de la Riestra
- Héctor Fuentes
- Rodolfo Onetto …Orador Cometa Halley
- Ricardo Darín …Rogelio González
- Miguel Bruse
- Andrés Percivale …Carlos Antúnez
- Mario Luciani …Mazzini
- Victoria Carreras …Tota (niña)
- Enzo Bai
- Isidro Fernán Valdez …Médico
- Joaquín Piñón …Escribano
- Stella de la Rosa

## Comentarios
Daniel López en La Opinión escribió:

«Carente de buenas actuaciones, de una convincente visión nostálgica, de los matices simples y eficaces que convirtieron al film de Francisco Mugica en un clásico por derecho propio, este nuevo  Así es la vida sucumbe, asfixiado entre pelucas y postizos; sumergido bajo torrentes de lágrimas derramadas por todos los actores.»

La Razón opinó:

«Por su sensibilidad, Carreras otorga a sus imágenes una espectacularidad que no tenía la versión anterior.»

Manrupe y Portela escriben:

«Insoportable recreación que incomoda con su exceso de clisés.»

## Otras versiones
- Así es la vida, película argentina dirigida en 1939 por Francisco Mugica.
- Azahares para tu boda, película mexicana dirigida en 1950 por Julián Soler.

## Versión musical
En 1976 fue puesta en la Sala Martín Coronado del Teatro General San Martín una versión musical de la obra Así es la vida titulada Dulce...dulce vida cuyos intérpretes principales fueron Eduardo Rudy, Vicky Buchino y Aída Luz. Los autores fueron Víctor Buchino y Wilfredo Ferrán y la coreografía, de Eber Lobato.